# Eupithecia postulata
Eupithecia postulata là một loài bướm đêm trong họ Geometridae.